# Душа тишины
«Душа тишины» (англ. The Quiet) — драматический триллер американского режиссёра Джейми Бэббит, вышедший в прокат в 2006 году. Главные роли исполнили Элиша Катберт и Камилла Белль.

## Сюжет
Девушка Дот, притворяющаяся глухонемой, вынуждена жить у Пола и Оливии Дир и их дочери Нины, местной чирлидерши и самой популярной девушки. Все члены семьи, а также школьные друзья Нины испытывают странное очарование тихой Дот и начинают доверять ей самые тёмные свои секреты. Дот молчаливо выслушивает душеизлияния своих новых «друзей», которые не подозревают, что Дот притворяется. Так спустя время Дот узнает, что отец уже давно спит со своей дочерью и внушил ей, что это нормально. Мать подсела на наркотики и видит только свою точку зрения. Спустя время Дот подружилась с Коннором, красивым парнем из школы, о котором мечтают все девушки. Он признаётся Дот, что девственник и хотел бы лишиться девственности с Дот. Нина в столовой признаётся Дот, что отец слишком много позволяет себе и она хочет его убить, только не знает как, но этой ночью в полночь. До этого времени Дот встречается с Коннором и лишает его девственности, потом бежит домой останавливать Нину. Но девушка не решается на убийство, лжёт отцу, что беременна, и просит деньги. Нина объясняет Дот, что лучше сбежит из дома, чем убьёт отца. Отец слышит это и, когда настаёт ночь, пытается изнасиловать дочь, но Дот душит его струной пианино. Мать сходит окончательно с ума, думает, что это она убила мужа, и вызывает полицию. Девушки идут в школу, и Дот признаётся парню, что притворялась. Он убегает и кричит, что больше не верит ей и видеть не хочет. Полиция забирает мать в тюрьму, а девушки живут одни в большом доме.

## В ролях
| Актёр          | Роль       |
| -------------- | ---------- |
| Элиша Катберт  | Нина       |
| Камилла Белль  | Дот        |
| Шон Эшмор      | Коннор     |
| Эди Фалко      | Оливия Дир |
| Мартин Донован | Пол Дир    |

## Художественные особенности
Фильм участвовал в официальной программе Кинофестиваля в Торонто и нескольких других фестивалей независимого кино. Показ фильма вызвал очень положительную реакцию у зрителей и публики, после чего в мае 2006 года права на прокат фильма были куплены кинокомпанией Sony Pictures. Североамериканский прокат «Тишины» начался 25 августа 2006 года.